# P2 (映画)
『P2』は、2007年に公開されたアメリカ合衆国の映画。監督はフランク・カルフン。実話を基に制作された。サスペンス映画に分類されるが、過激な暴力描写が見られるためR18に指定されている。

## あらすじ
クリスマス・イブの日。一人で残業をしていたアンジェラは、仕事を終えると家族と夕食をとるために駐車場に停めてある自分の車に乗り込む。しかし、エンジンはかからず、警備員のトムに修理してもらっても車は動かない。途方に暮れたアンジェラはタクシーを呼び、なるべく早く家族の元へ行こうとするが、オフィスの出入り口はすべて遠隔ロックされ、事実上閉じ込められてしまった。アンジェラは仕方なく駐車場へ戻るが、自分がいるにもかかわらず、駐車場の明かりがすべて消えてしまった。どうにかしてオフィスから脱出しようとするが、その矢先、露頭に迷っていたアンジェラは警備員のトムに気絶させられてしまった。

## キャスト
| 役名           | 俳優                 | 日本語吹替 |
| -------------- | -------------------- | ---------- |
| アンジェラ     | レイチェル・ニコルズ | 石塚理恵   |
| 警備員のトム   | ウェス・ベントリー   | 東地宏樹   |
| 上司のパーカー | サイモン・レイノルズ |            |
| 警備員カール   | フィリップ・エイキン |            |